# Espai Lp
En matemàtiques, els espais Lp són certs espais funcionals definits a partir de generalitzacions naturals de les p-normes dels espais vectorials de dimensió finita. S'anomenen a vegades espais de Lebesgue, en honor d'Henri Lebesgue, encara que potser van ser introduïts abans per Frigyes Riesz el 1910. Formen una classe important d'exemples d'espais de Banach dins l'anàlisi funcional.
Els espais Lp tenen aplicacions en física, estadística, finances, enginyeria i altres disciplines.

## Motivació

Il·lustracions de boles unitat en diferents normes

Consideri's l'espai vectorial real Rn. La llargada d'un vector x = (x1, x₂, …, xn) normalment ve donada per la norma euclidiana
{\displaystyle \ \|x\|_{2}=\left(x_{1}^{2}+x_{2}^{2}+\cdots +x_{n}^{2}\right)^{1/2}}
però aquesta no és l'única manera de definir llargades. Si p ≥ 1 és un nombre real, es defineix la norma-p (també dita Lp) de x per
{\displaystyle \ \|x\|_{p}=\left(|x_{1}|^{p}+|x_{2}|^{p}+\cdots +|x_{n}|^{p}\right)^{1/p}}
(de manera que el cas p=2 correspon a la norma euclidiana habitual).
La definició s'estén al cas p = ∞ mitjançant
{\displaystyle \ \|x\|_{\infty }=\max \left\{|x_{1}|,|x_{2}|,\ldots ,|x_{n}|\right\}}
que de fet correspon al límit de {\displaystyle \|x\|_{p}} quan p tendeix a infinit;
és la norma del suprem.
En qualsevol d'aquests casos s'obté una norma en Rn, és a dir, que se satisfan les tres propietats següents:
- un vector té norma nul·la sii és el vector zero
- la norma del vector és homogènia positiva respecte a multiplicació per un escalar, i
- la norma de la suma de dos vectors és menor o igual que la suma de les normes dels vectors (desigualtat triangular).

Per a qualsevol p ≥ 1, Rn amb la norma-p és un espai normat complet, és a dir, un espai de Banach.

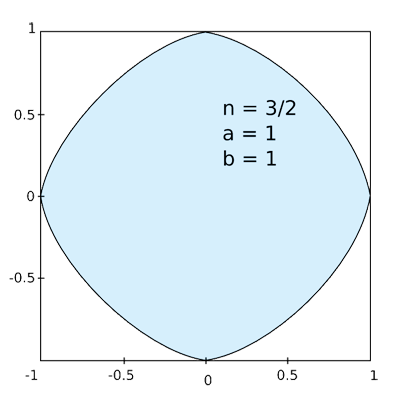
Bola unitat en el cas p = 3/2

L'astroide és la frontera de la bola unitat en el cas p = 2/3

### Quan 0 <p< 1
En Rn, per a n > 1, la fórmula
{\displaystyle \ \|x\|_{p}=\left(|x_{1}|^{p}+|x_{2}|^{p}+\cdots +|x_{n}|^{p}\right)^{1/p}}
té sentit encara que 0 < p < 1, tot i que no defineix una norma perquè es viola la desigualtat triangular. Tanmateix, l'expressió
{\displaystyle d_{p}(x,y)=\sum _{i=1}^{n}|x_{i}-y_{i}|^{p}}
encara defineix una distància. S'obté així un espai mètric (Rn, dp).
A diferència del cas p ≥ 1, la 'bola unitat' en aquest cas no és convexa.

### Quanp= 0
En matemàtica discreta també interessa el límit quan p tendeix a 0 de la norma-p,
{\displaystyle \ \|x\|_{0}=\lim _{p\downarrow 0}\left(|x_{1}|^{p}+|x_{2}|^{p}+\cdots +|x_{n}|^{p}\right)}.
Coincideix amb el nombre d'entrades no nul·les del vector x.

## Espaisℓp
La norma-p es pot estendre a vectors que tenen un nombre infinit de components, produint l'espai ℓp, amb els casos particulars següents:
- ℓ¹, l'espai de les successions la sèrie de les quals és absolutament convergent,
- ℓ², l'espai de les successions de quadrat sumable, que de fet també és un espai de Hilbert, i
- ℓ∞, l'espai de les successions fitades.

L'espai de les successions té una estructura natural d'espai vectorial aplicant addició i multiplicació per escalars coordenada a coordenada.
La norma-p es defineix de la manera següent:
donada la successió {\displaystyle \ x=(x_{1},x_{2},\dots ,x_{n},x_{n+1},\dots )} es defineix la norma-p de x com
{\displaystyle \ \|x\|_{p}=\left(|x_{1}|^{p}+|x_{2}|^{p}+\cdots +|x_{n}|^{p}+|x_{n+1}|^{p}+\cdots \right)^{1/p}},
suposant que aquest nombre sigui finit.
Per exemple, per a la successió (1, 1, 1, ...), el valor de la norma-p és infinit per a qualsevol p ≥ 1. L'espai ℓp està format per totes aquelles successions x tals que {\displaystyle \|x\|_{p}} és finit.
Es comprova que a mesura que p augmenta el conjunt ℓp també es fa més gran. Per exemple, la successió
{\displaystyle \ \left(1,{\frac {1}{2}},\dots ,{\frac {1}{n}},{\frac {1}{n+1}},\dots \right)}
no és en ℓ¹, però sí en ℓp per a p > 1, ja que la sèrie harmònica és divergent, però en canvi
{\displaystyle \ 1^{p}+{\frac {1}{2^{p}}}+\cdots +{\frac {1}{n^{p}}}+{\frac {1}{(n+1)^{p}}}+\cdots }
és convergent per a p > 1.
També es defineix la norma-∞
{\displaystyle \ \|x\|_{\infty }=\sup(|x_{1}|,|x_{2}|,\dots ,|x_{n}|,|x_{n+1}|,\dots )},
i el corresponent espai ℓ∞ format per totes les successions fitades.
Correspon al límit quan p tendeix a infinit de les normes-p.
La norma-p definida així és en efecte una norma, i ℓp amb aquesta norma és un espai de Banach.
Els espais Lp s'obtenen com una generalització on en lloc de successions hi ha funcions, i on la suma està substituïda per una integral.

## Espais Lp
Sigui 1 ≤ p < ∞, i (S,Σ,μ) un espai mesurable. Considerin-se les funcions mesurables de S amb valors complexos (o reals) tals que la potència p-èsima del valor absolut té integral finita, o equivalentment, tals que
{\displaystyle \|f\|_{p}:=\left({\int _{S}|f|^{p}\;\mathrm {d} \mu }\right)^{1/p}<\infty .}
El conjunt d'aquestes funcions és un espai vectorial, amb les operacions habituals:
{\displaystyle (f+g)(x)=f(x)+g(x),\ \ \ (\lambda f)(x)=\lambda f(x)}
per a qualsevol escalar λ.
Que la suma de dues funcions amb potència p-èsima integrable també ho és a conseqüència de la desigualtat |f + g|p ≤ 2p (|f|p + |g|p). De fet, la desigualtat de Minkowski implica que || . ||p compleix la desigualtat triangular.
Així el conjunt de les funcions amb potència p-èsima integrable, juntament amb la funció || . ||p, és un espai vectorial seminormat, que es denota per {\displaystyle {\mathcal {L}}^{p}(S,\mu )}.
Aquest espai es pot convertir en un espai vectorial normat d'una manera estàndard: simplement es pren l'espai quocient respecte al subespai format pels vectors de norma nul·la.
Com que per a qualsevol funció mesurable f es compleix ||f ||p = 0 si i només si f = 0 gairebé pertot, el conjunt de les funcions amb norma-p nul·la no depèn de p,
{\displaystyle N:=\{f|f=0\ \mu {\mbox{-gairebé pertot}}\}.}
En el quocient, dues funcions f i g s'identifiquen quan f = g gairebé pertot (és a dir, quan coincideixen en el complementari d'un conjunt de mesura nul·la).
L'espai normat resultant és per definició
{\displaystyle L^{p}(S,\mu ):={\mathcal {L}}^{p}(S,\mu )/N}.
Per a p = ∞, l'espai L∞(S,μ) es defineix de la manera següent. Comencem amb el conjunt de totes les funcions mesurables de S en C (o R) que són essencialment fitades, és a dir, fitades llevat d'un conjunt de mesura nul·la.
Una altra vegada dues funcions s'identifiquen si són iguals gairebé pertot. Denoti's aquest conjunt per L∞(S,μ). Per a f en L∞(S,μ), el seu suprem essencial serveix com a norma apropiada:
{\displaystyle \|f\|_{\infty }:=\inf\{C\geq 0||f(x)|\leq C{\mbox{ gairebé per a tot }}x\}.}
Com abans tenim
{\displaystyle \|f\|_{\infty }=\lim _{p\to \infty }\|f\|_{p}}
si f ∈ L∞(S,μ) ∩ Lq(S,μ) per a algun q < ∞.
Per a 1 ≤ p ≤ ∞, Lp(S, μ) és un espai de Banach. El fet que Lp és complet es refereix sovint com a teorema de Riesz-Fischer.
La completesa es pot comprovar utilitzant els teoremes de convergència per a integrals Lebesgue.
Quan la mesura o l'espai de mesura subjacents se sobreentenen, Lp(S,μ) s'abreuja de la manera corresponent.

### Casos especials
Quan p = 2, igual que l'espai ℓ², l'espai L² és un espai de Hilbert. En el cas complex, el producte escalar de L² es defineix per
{\displaystyle \langle f,g\rangle =\int _{S}f(x){\overline {g(x)}}\,\mathrm {d} \mu (x)}.
Aquesta estructura addicional dona lloc a una teoria més rica, amb nombroses aplicacions, com ara l'anàlisi de Fourier i la mecànica quàntica.
Les funcions de L² es diuen sovint de quadrat integrable o també de quadrat sumable.
En el cas de funcions complexes, l'espai L∞ és una C*-àlgebra commutativa amb les operacions de multiplicació punt a punt i conjugació.
Per a molts espais mesurables, inclosos tots els sigma-finite, és de fet una àlgebra de von Neumann commutativa.
Un element de L∞ defineix, a través de la multiplicació, un operador fitat sobre qualsevol espai Lp.
Els espais ℓp (1 ≤ p ≤ ∞) són un cas especial dels espais Lp(S,μ) quan S és el conjunt N dels nombres naturals i la mesura μ és la mesura de comptar en N. Més generalment, si es considera qualsevol conjunt S amb la mesura de comptar, l'espai Lp resultant es denota ℓp(S).
Per exemple, l'espai ℓp(Z) és l'espai de les successions indexades pels nombres enters, i en definir la norma-p en aquest espai hom suma sobre tots els enters. L'espai ℓp(n), on n és el conjunt de n elements, és Rn amb la seva norma-p com s'ha definit abans.
Com qualsevol espai de Hilbert, qualsevol espai L²(S) és isomorf, com a espai de Hilbert, a un espai ℓ²(I) apropiat, essent I un conjunt el cardinal del qual és el d'una base hilbertiana qualsevol de L²(S).

## Propietats dels espais Lp

### Espais duals
L'espai dual (l'espai format per totes les formes lineals contínues) de Lp(μ) per a 1 < p < ∞ és naturalment isomorf a Lq(μ), on q és tal que 1/p + 1/q = 1. L'isomorfisme associa g ∈ Lq(μ) amb el funcional κp(g) ∈ Lp(μ)∗ definit per
{\displaystyle \kappa _{p}(g):f\in L^{p}(\mu )\mapsto \int fg\,\mathrm {d} \mu }.
El fet que κp(g) sigui ben definit i continu és conseqüència de la desigualtat de Hölder. L'aplicació κp és una aplicació lineal de Lq(μ) en Lp(μ)∗, que és una isometria, per la desigualtat de Hölder. També es pot provar (per exemple amb el teorema de Radon-Nikodym) que qualsevol G ∈ Lp(μ)∗ es pot expressar d'aquesta manera, és a dir, que κp és suprajectiva. Com que κp  és suprajectiva i isomètrica, és un isomorfisme d'espais Banach. Així, és habitual dir que Lq és el dual de Lp.
Quan 1 < p < ∞, l'espai Lp(μ) és reflexiu. Sigui κp  l'aplicació d'abans i sigui κq la isometria lineal corresponent de Lp(μ) en Lq(μ)∗. L'aplicació
{\displaystyle j_{p}:L^{p}(\mu ){\overset {\kappa _{q}}{\to }}L^{q}(\mu )^{*}{\overset {\,\,(\kappa _{p}^{-1})^{*}}{\longrightarrow }}L^{p}(\mu )^{**}}
de Lp(μ) en Lp(μ)∗∗, obtinguda component κq amb l'aplicació transposada de la inversa de κp, coincideix amb la inclusió canònica J de Lp(μ) en el seu bidual. A més, l'aplicació jp és suprajectiva, ja que és composició de dues isometries suprajectives, i això demostra reflexivitat.
Si la mesura μ en S és sigma-finita, llavors el dual de L¹(μ) és isomètricament isomorf a L∞(μ) (més precisament, l'aplicació κ1 corresponent a p = 1 és una isometria de L∞(μ) en L¹(μ)∗). Tanmateix, llevat de casos bastant trivials, el dual de L∞ és molt més gran que L¹. Els elements de (L∞)∗ es poden identificar amb les mesures finitament additives fitades en S que són absolutament contínues respecte a μ.

### Embeddings
Col·loquialment, si 1 ≤ p < q ≤ ∞, Lp(S,μ) conté funcions que són localment més singulars, mentre els elements de Lq(S,μ) poden estar més distribuïts. Consideri's la mesura de Lebesgue en la mitja línia ]0,∞[. Una funció contínua en L¹ pot tendir a infinit prop del 0 però ha de decréixer prou de pressa a l'infinit. D'altra banda, les funcions contínues de L∞ no necessiten decréixer però no poden tendir a infinit enlloc. El resultat tècnic precís és el següent:
1. Sigui 1 ≤ p < q ≤ ∞. Lq(S,μ) és contingut dins Lp(S,μ) sii S no conté conjunts de mesura arbitràriament gran, i
2. Sigui 1 ≤ p < q ≤ ∞. Lp(S,μ) és contingut dins Lq(S,μ) sii S no conté conjunts de mesura no nul·la arbitràriament petita.

En particular, si el domini S té mesura finita, la fita (conseqüència de la desigualtat de Jensen)
{\displaystyle \ \|f\|_{p}\leq \mu (S)^{(1/p)-(1/q)}\|f\|_{q}}
significa que l'espai Lq té una injecció contínua dins Lp. En altres termes, la inclusió és una aplicació lineal contínua de Lq en Lp. La constant que apareix en la desigualtat anterior és òptima, en el sentit que la norma de l'operador inclusió I: Lq(S,μ) → Lp(S,μ) és justament
{\displaystyle \|I\|_{q,p}=\mu (S)^{(1/p)-(1/q)}},
assolint-se la igualtat exactament quan f = 1 μ-gairebé pertot.

### Subespais densos
En tota aquesta secció s'assumeix que 1 ≤ p < ∞.
Sigui (S,Σ,μ) un espai mesurable. Un funció simple integrable f en S és una funció de la forma
{\displaystyle f=\sum _{j=1}^{n}a_{j}\mathbf {1} _{A_{j}}},
on aj són escalars i els Aj ∈ Σ tenen mesura finita, per a j = 1,...,n. Per construcció de la integral de Lebesgue, l'espai vectorial de les funcions integrables simples és dens en Lp(S,Σ,μ).
Més se'n pot dir quan S és un espai topològic metritzable i Σ la seva σ–àlgebra de Borel, és a dir, la menor σ–àlgebra de subconjunts de S que conté els conjunts oberts.
Suposem que V ⊂ S és un conjunt obert amb μ(V) < ∞. Es pot demostrar que per a tot conjunt borelià A ∈ Σ contingut dins V, i per a cada ε > 0, existeixen un conjunt tancat F i un conjunt obert U tals que
{\displaystyle F\subset A\subset U\subset V\ \ {\text{i}}\ \ \mu (U)-\mu (F)=\mu (U\setminus F)<\varepsilon }.
D'aquí se segueix que hi ha una funció contínua φ en S tal que
{\displaystyle 0\leq \varphi \leq \mathbf {1} _{V}\ {\text{i}}\ \int _{S}|\mathbf {1} _{A}-\varphi |\,\mathrm {d} \mu <\varepsilon }.
Si S es pot recobrir amb una successió creixent (Vn) de conjunts oberts de mesura finita, llavors l'espai de les funcions contínues de potència p-èsima integrable és dens en Lp(S,Σ,μ). De fet, n'hi ha prou amb usar funcions contínues fitades que s'anul·len fora d'un dels conjunts oberts Vn.
Això s'aplica en particular quan S = Rd i μ és la mesura de Lebesgue. L'espai de les funcions contínues amb suport compacte és dens en Lp(Rd). Semblantment, l'espai de les funcions esglaonades integrables és dens dins Lp(Rd); aquest espai és l'espai generat per les funcions indicador dels intervals fitats quan d = 1, i en dimensions superiors per les dels rectangles fitats.
Algunes propietats de les funcions de Lp(Rd) es proven primer per a les funcions contínues de suport compacte (o a vegades per a funcions esglaonades), després s'estenen per densitat a totes les funcions. Per exemple, es demostra d'aquesta manera que les translacions són contínues en Lp(Rd) en el sentit següent: per a cada f ∈ Lp(Rd),
{\displaystyle \|\tau _{t}f-f\|_{p}\rightarrow 0}
quan t ∈ Rd tendeix a 0, on {\displaystyle \tau _{t}f} és la funció traslladada definida per {\displaystyle (\tau _{t}f)(x)=f(x-t)}.

## Aplicacions
Els espais Lp són àmpliament utilitzats en matemàtiques i les seves aplicacions.

### Desigualtat de Hausdorff-Young
La transformació de Fourier per a la recta real (resp. per a funcions periòdiques, cfr. sèrie de Fourier) aplica Lp(R) en Lq(R) (resp. Lp(T) en ℓq), on 1 ≤ p ≤ 2 i 1/p + 1/q = 1. Això és una conseqüència del teorema d'interpolació de Riesz-Thorin, i es fa precís amb la desigualtat de Hausdorff–Young.
Per contrast, si p > 2, la transformació de Fourier no té la imatge dins Lq.

### Espais de Hilbert
Els espais de Hilbert són fonamentals en moltes aplicacions, des de la mecànica quàntica fins al càlcul estocàstic. Els espais L² i ℓ² són ambdós espais de Hilbert. De fet, escollint una base hilbertiana, es comprova que qualsevol espai de Hilbert és isomètric a un espai del tipus ℓ²(X), essent X un conjunt amb el cardinal apropiat.

### Estadística
En estadística, les mesures de tendència central i dispersió estadística, com ara la mitjana aritmètica, la mediana i la desviació estàndard, es defineixen en termes de les distàncies de Lp, i les mesures de tendència central es poden caracteritzar com solucions de problemes variacionals.

## Lpper a 0 <p< 1
Sigui (S,Σ,μ) un espai mesurable. Si 0 < p < 1, llavors Lp(μ) es pot definir com abans: és l'espai vectorial de les funcions mesurables f tals que
{\displaystyle N_{p}(f)=\int _{S}|f|^{p}\,d\mu <\infty .}
Com abans, es pot introduir la norma-p || f ||p = Np(f)1/p, 
però ara || · ||p no satisfà la desigualtat triangular, i només defineix una quasinorma.
La desigualtat (a + b)p ≤ ap + bp, vàlida per a a ≥ 0 i b ≥ 0, implica que (Rudin 1991, §1.47)
{\displaystyle N_{p}(f+g)\leq N_{p}(f)+N_{p}(g),}
i doncs la funció
{\displaystyle d_{p}(f,g)=N_{p}(f-g)=\|f-g\|_{p}^{p}}
és una distància en Lp(μ). L'espai mètric resultant és complet; la comprovació és similar a la del cas p ≥ 1.
En aquest marc Lp satisfà una desigualtat de Minkowski inversa, és a dir, per a u i v en Lp,
{\displaystyle \|\,|u|+|v|\,\|_{p}\geq \|u\|_{p}+\|v\|_{p}}.
Aquest resultat es pot utilitzar per demostrar les desigualtats de Clarkson, que són al seu torn utilitzades per a establir la convexitat uniforme dels espais Lp per a 1 < p < ∞ (Adams & Fournier 2003).
L'espai Lp per a 0 < p < 1 és un F-espai: admet una distància invariant per translacions i completa, per a la qual les operacions d'espai vectorial són contínues.
També és localment fitat, com en el cas p ≥ 1. És l'exemple prototípic d'un F-espai que no és localment convex: en ℓp o Lp([0,1]), cada conjunt convex obert que conté la funció 0 no fitat per a la quasinorma-p; per això, el vector zero no posseeix un sistema fonamental de veïnats convexos. Específicament, això és cert si l'espai mesurable S conté una família infinita de conjunts disjunts mesurables de mesura positiva finita.
L'únic conjunt convex no buit en Lp([0, 1]) és l'espai sencer (Rudin 1991, §1.47). Com a conseqüència particular, no hi ha cap forma lineal contínua no nul·la en Lp([0, 1]): l'espai dual és zero. En el cas de la mesura de comptar sobre els nombres naturals (produint l'espai de successions Lp(μ) = ℓp), les formes lineals contínues en ℓp són exactament les que ho són en ℓ¹, és a dir, les successions de ℓ∞. Encara que ℓ∞ conté conjunts oberts convexos no trivials, no en té prou per a donar una base de la topologia.
La situació de no tenir cap funcional lineal continu és altament indesitjable per als propòsits de fer anàlisi. En el cas de la mesura de Lebesgue en Rn, més que no pas treballar amb Lp per a 0 < p < 1, és habitual treballar amb l'espai de Hardy Hp quan sigui possible, ja que aquest té bastants funcionals lineals, els suficients per a distingir punts. Tanmateix, el teorema de Hahn-Banach encara falla dins Hp per a p < 1 (Duren 1970, §7.5).

## L0, l'espai de les funcions mesurables
L'espai vectorial de les (classes d'equivalència de) funcions mesurables en (S,Σ,μ) es denota L0(S,Σ,μ) (Kalton, Peck & Roberts 1984). Per definició, conté tot Lp, i està equipat amb la topologia de la convergència en mesura. Quan μ és una mesura de probabilitat (i.e. μ(S) = 1), aquest mode de convergència s'anomena convergència en probabilitat.
La descripció és més fàcil quan μ és finit.
Si μ és una mesura finita en (S,Σ), la funció nul·la admet per a la convergència en mesura el sistema fonamental de veïnats següent:
If μ is a finite measure on (S, Σ), the 0 function admits for the convergence in measure the following fundamental system of neighborhoods
{\displaystyle V_{\varepsilon }={\Bigl \{}f:\mu {\bigl (}\{x:|f(x)|>\varepsilon \}{\bigr )}<\varepsilon {\Bigr \}},\ \ \varepsilon >0.}
La topologia es pot definir per qualsevol distància d de la forma
{\displaystyle d(f,g)=\int _{S}\varphi {\bigl (}|f(x)-g(x)|{\bigr )}\,\mathrm {d} \mu (x)}
on φ  és fitada contínua còncava i creixent en [0,∞), amb φ(0) = 0 i φ(t) > 0 quan t > 0 (per exemple, φ(t) = min(t, 1)). Una tal distància s'anomena distància de Lévy per a L0. Amb ella l'espai L0 és complet (és un F-espai). En general l'espai L0 no és localment fitat, ni localment convex.
Per a la mesura de Lebesgue (infinita) λ en Rn, la definició del sistema fonamental de veïnats es podria modificar de la manera següent:
{\displaystyle W_{\varepsilon }={\Bigl \{}f:\lambda {\bigl (}\{x:|f(x)|>\varepsilon \ {\text{i}}\ |x|<1/\varepsilon \}{\bigr )}<\varepsilon {\Bigr \}}.}
L'espai resultant L0(Rn,λ) coincideix, com a espai vectorial topològic, amb L0(Rn,g(x) dλ(x)), per a qualsevol densitat λ–integrable positiva g.

## Lpfeble
Sigui (S,Σ,μ) un espai mesurable, i f una funció mesurable real o complexa en S. La funció de distribució de f es defineix per a t > 0 per
{\displaystyle \lambda _{f}(t)=\mu \left\{x\in S\mid |f(x)|>t\right\}.}
Si f és en Lp(S,μ) per a algun p amb 1 ≤ p < ∞, llavors per la desigualtat de Markov
{\displaystyle \lambda _{f}(t)\leq {\frac {\|f\|_{p}^{p}}{t^{p}}}.}
Una funció f es diu que pertany a l'espai Lp(S,μ) feble, o Lp,w(S,μ), si hi ha una constant C > 0 tal que, per a tot t > 0,
{\displaystyle \lambda _{f}(t)\leq {\frac {C^{p}}{t^{p}}}.}
La millor constant C per a aquesta desigualtat és la norma-Lp,w de f, i es denota per
{\displaystyle \|f\|_{p,w}=\inf \left\{C\mid \lambda _{f}(t)\leq {\frac {C^{p}}{t^{p}}}\quad \forall t>0\right\}.}
L'espai Lp feble coincideix amb els espais de Lorentz Lp,∞, així que aquesta notació també s'utilitza per a denotar-los.
La norma-Lp,w no és una veritable norma, ja que no satisfà la desigualtat triangular. No obstant això, per a f en Lp(S,μ),
{\displaystyle \|f\|_{p,w}\leq \|f\|_{p},}
i en particular Lp(S,μ) ⊂ Lp,w(S,μ). Convenint que dues funcions són iguals si coincideixen μ-gairebé pertot, els espais Lp,w són complets (Grafakos 2004).
Per a qualsevol 0 < r < p l'expressió
{\displaystyle |||f|||_{L^{p,\infty }}=\sup _{0<\mu (E)<\infty }\mu (E)^{-{\frac {1}{r}}+{\frac {1}{p}}}\left(\int _{E}|f|^{r}\,d\mu \right)^{\frac {1}{r}}}
és comparable a la norma-Lp,w. A més, en el cas p > 1, aquesta expressió defineix una norma si r = 1. Doncs, per a p > 1 els espais Lp febles són espais de Banach (Grafakos 2004).
Un resultat essencial que utilitza els espais Lp,w és el teorema d'interpolació de Marcinkiewicz, que té nombroses aplicacions en anàlisi harmònica i en l'estudi d'integrals singulars.

## Espais Lppesats
Com abans, consideri's un espai mesurable (S,Σ,μ). Sigui {\displaystyle w:S\to [0,+\infty )} una funció mesurable. L'espai Lp w-pesat es defineix com Lp(S,w dμ), on w dμ denota la mesura ν definida per
{\displaystyle \ \nu (A):=\int _{A}w(x)\,\mathrm {d} \mu (x),\ \ \ A\in \Sigma ,}
o, en termes de la derivada de Radon–Nikodym,
{\displaystyle \ w={\frac {\mathrm {d} \nu }{\mathrm {d} \mu }}.}
La norma per a Lp(S,w dμ) és explícitament
{\displaystyle \ \|u\|_{L^{p}(S,w\,\mathrm {d} \mu )}:=\left(\int _{S}w(x)|u(x)|^{p}\,\mathrm {d} \mu (x)\right)^{1/p}.}
Com a espais Lp, els espais pesats no tenen res d'especial. Tanmateix, són el marc natural per a diversos resultats en anàlisi harmònica (Grafakos 2004).

## Espais Lpen varietats
També es poden definir espais Lp en una varietat diferenciable, considerant densitats en lloc de funcions.